# Litleholmen (Lindås)
Ne doit pas être confondu avec Litleholmen.
Litleholmen est une île dans le landskap Sunnhordland du comté de Vestland. Elle appartient administrativement à Lindås.

## Géographie
Rocheuse et couverte d'arbres, à fleur d'eau, elle s'étend sur environ 133 m de longueur pour une largeur approximative de 59 m. Elle compte une habitation et un quai d'amarrage.  